# Џанси
Џанси је град у Индији у истоименом округу државе Утар Прадеш. Према незваничним резултатима пописа 2011. у граду је живело 507.293 становника.

## Историја
У време британске управе у Индији,  Џанси је до 1853. био британска вазална кнежевина, када је анектиран због изумирања владајуће династије по тзв. доктрини о прекиду. Током Индијског устанка 1857,  12. пук домородачке пешадије (сепоја) Бенгалске армије, стационирани у граду, побунио се против британске власти 10. јуна 1857. Дошло је до масовног устанка становништва и масакра британских становника у граду. Након одласка побуњених сепоја у Делхи, власт у граду и  кнежевини преузела је Лакшми Беј, удовица последњег владара Џансија, која је управљала све до пролећа 1858, када је стигла британска казнена експедиција која је заузела град после тродневних уличних борби.

## Демографија
По попису становништва из 2001. године град је имао 426.198 становника.  По последњем попису из 2011. град је имао 505.693 становника, од чега 52.5 % мушкараца, 17 % неписмених и 37 % запослених.
| 1991.   | 2001.   | 2011.   |
| ------- | ------- | ------- |
| 311.851 | 383.644 | 507.293 |